# 大日本製糖
大日本製糖（だいにほんせいとう、1895年 - 1996年）、は、明治時代から戦後の昭和時代にかけて活動した製糖会社。明治憲法政府時代、日本統治時代の台湾に工場を持ち、沖縄県大東諸島の北大東島と南大東島を社有島としていた。のち明治製糖との合併により大日本明治製糖（1996年発足）、DM三井製糖（2022年発足）と変遷した。

## 沿革

### 前身会社
大日本精糖は、発足前後に2つの精糖会社2社を吸収合併して設立された会社である。
日本精製糖（1895年 - 1906年）
鈴木藤三郎は1883年（明治16年）、静岡県森町で菓子商を営んでいたときに氷砂糖の製法を発明した。氷砂糖製造の鈴木精糖所は大成功し、1890年（明治23年）には東京市南葛飾郡砂村新田（現・江東区北砂）で精製糖（白砂糖）製造を始める。1893年（明治26年）には精糖機械を発明し、1895年12月には国内初の精糖会社である日本精製糖を鈴木製糖所の後継会社として設立（資本金30万円）し、本格的な精糖事業を展開した。同時に、ラム酒の醸造場も運営した。
鈴木が先鞭をつけた日本の精糖事業は順調に成長し、明治末から大正期にかけ砂糖は年間340,000トン程の生産量をあげるようになり、1860年代には貴重品だった砂糖は、1890年代には一般家庭にも普及した。日清戦争後の1900年（明治33年）、政府が台湾産サトウキビを用いた精糖事業を計画したときには、精糖技術に精通していた鈴木は抜擢されて台湾精糖の社長に就任した。
しかし1906年（明治39年）、日本精製糖は渋沢栄一の日本精糖に買収される。鈴木は翌年設立した醤油会社が軌道に乗らず、新事業を模索しながら1913年に死去した。
日本精糖（1896年 - 1906年）

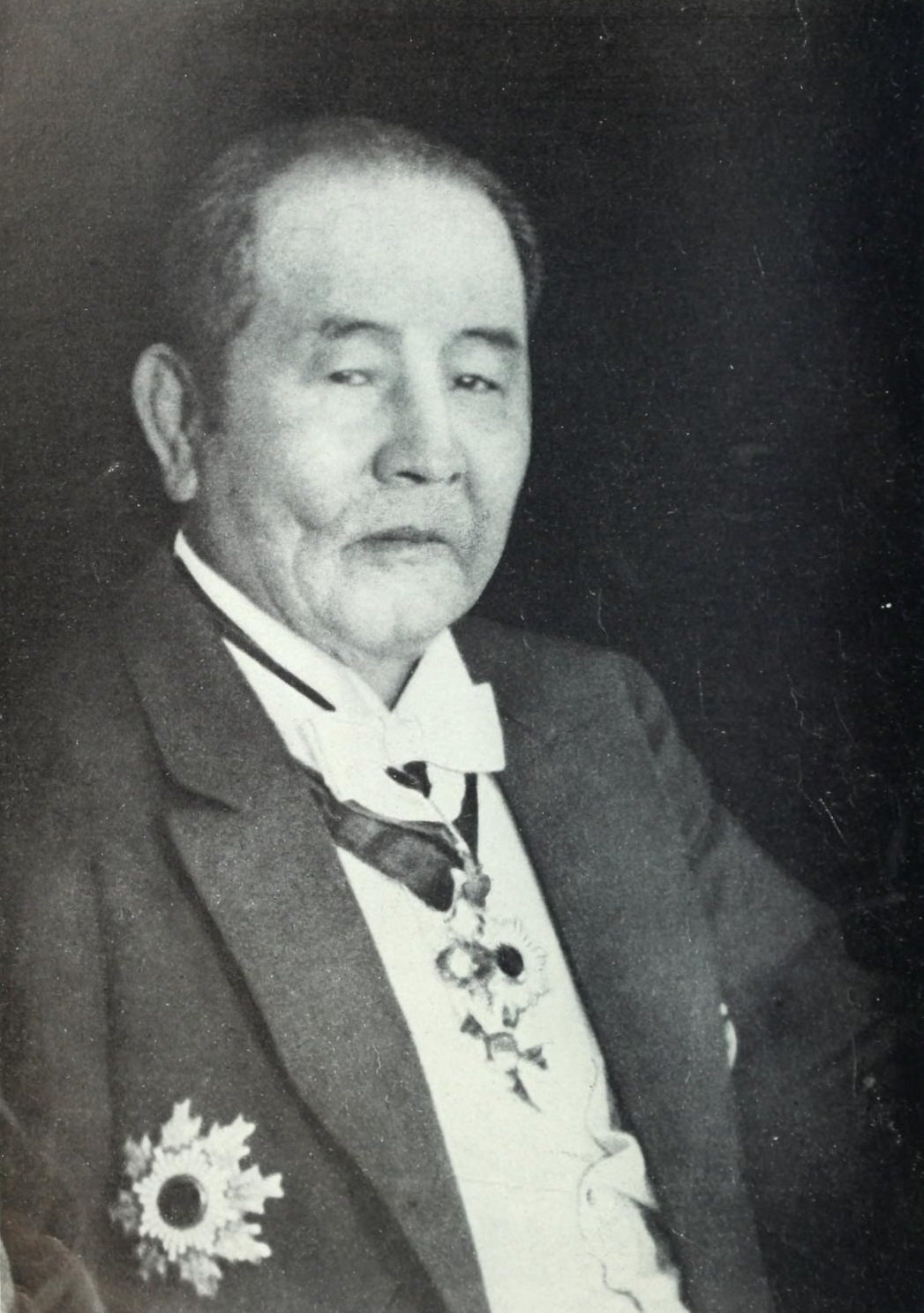
渋沢栄一

渋沢栄一は1896年（明治29年）、日本精糖を設立し社長に就任した。日本精糖は1902年（明治35年）、輸入原料砂糖戻税による輸入規制を5年から11年に延長させるために、取締役らが帝国議会議員らを買収することもあった（日糖事件）。
1906年（明治39年）11月14日には資本金を1200万円に増資し、日本精製糖を合併して商号を大日本製糖と改めた。
鈴木商店（1903年 - 1907年）
鈴木岩治郎は1874年に兵庫県で、商社である鈴木商店を創業した（現在の双日）。1903年には大阪辰巳屋と合同で北九州市の大里（現・北九州市門司区）に大里精糖所を設立した。大日本製糖に買収されたときには見返りとして砂糖の専売権を取得した。

### 創立後
台湾総督府（佐久間左馬太総督）は大日本製糖が設立された1906年の12月、大日本製糖に台湾斗六庁管内原料糖工場の設立を許可し、台湾に分蜜糖工場が設立された。
大日本製糖は1907年（明治40年）には、門司の鈴木商店大里製糖所も買収した（買収額は650万円）。
日糖事件
しかしながら、1908年（明治41年）には大日本精糖内での対立が激しくなり、一部の取締役らは日本精糖時代の贈賄行為を東京地方裁判所検事局へ通報した。これは刑事事件に発展し、帝国議会議員20名が有罪となり、また通報した取締役も有罪となった（日糖事件）。
藤山雷太期
- 1909年(明治42年）、全役員を改選し 藤山コンツェルンの藤山雷太が取締役となる。日東化学、日東金属鉱山とともに藤山コンツェルンの基幹企業として位置づけられたが、藤山愛一郎の政治活動により株式の売却が進み藤山家の影響は徐々に弱まる。
- 1910年（明治43年）、砂糖消費税法施行規則が改正され消費税担保物として工場財産を提供し得ることが定められた。また韓国が日本に併合された（韓国併合）。
- 1914年（大正3年）には、名古屋精糖の全財産を譲り受ける。
- 1916年（大正5年）、経営不振に陥っていた玉置商会から南大東島に関する権利を購入する。
- 1919年（大正8年）、朝鮮製糖を合併。
- 1920年（大正9年）1月、糖業連合会が発足する。同年、台湾協会学校（現拓殖大学）の学監後藤新平に依頼され、大学昇格認可供託金の一部7万5千円（現在の約15億円）を負担する。
- 1923年（大正12年）には、内外製糖、1927年（昭和2年）には、“植民地会社”のように沖縄大東諸島の自治を行っていた東洋製糖を吸収合併し、また、新高製糖（1909年創業）を傘下に収めた。また、ジャワ島のゲダレン工場で製糖を開始。また1928年（昭和3年）には、東京に東京砂糖取引所が開設された。

藤山愛一郎期
- 1934年（昭和9年）、取締役に藤山愛一郎が就任。
- 1935年（昭和10年）、新高製糖を吸収合併。また藤山愛一郎は翌年、日本糖業連合会の理事長に就任。
- 1938年（昭和13年）、台湾に昭和製糖（1927年創業。1913年創業の台南製糖の後身[5]）と共同で台湾パルプ工業設立。1939年（昭和14年）、満洲の広東東莞工場の委任経営に参加する。
- 1940年（昭和15年）、昭和製糖を吸収合併。また、日本砂糖配給株式会社を創立（社長：藤山愛一郎）。
- 1941年（昭和16年）には帝国製糖を吸収合併。また、日東理化学研究所を設立（理事長：藤山愛一郎）。1942年（昭和17年）にジャワ支社を設置。
- 1943年（昭和18年）、中央製糖を吸収合併し、日本製菓、太洋水産を設立。商号を日糖興業と名称変更。
- 1945年（昭和20年)、連合国軍最高司令官総司令部（GHQ）の占領政策により外地会社に指定され沖縄を含む海外資産没収処分を受ける。台湾の工場や資産等は中国へ引渡され（現台湾糖業公司）、海南島事業所も引き揚げたが、一方で門司工場でイーストの生産を開始したり、グラニュー糖の輸入を続けた。
- 1947年（昭和22年）、社長の藤山愛一郎が公職追放の処分を受ける（なお臨時物資需給調整法により一般家庭に主食代替物として砂糖の配給をしたのは日本砂糖配給である）。
- 1948年（昭和23年）4月、門司工場において倉庫業および保険代理業を開始。
- 1949年（昭和29年）には門司工場で焼酎製造を開始し、1950年（昭和25年)にはイーストの直売を開始。また、新たに発足したが、商号は再び大日本製糖とされた。藤山愛一郎は10月に公職追放を解除され、以後は副社長藤山勝彦も含め、首相鳩山一郎の代理などとして国際会議に参加するなどの活動を開始。
- 1952年（昭和27年）3月、イースト協議会がイースト工業会に改組。
- 1954年（昭和29年）2月、日本精糖工業会の会長に副社長藤山勝彦が就任[注釈 1]。4月、全国砂糖輸出入協議会、また全国砂糖協議会が結成される。
- 1957年（昭和32年）7月、社長藤山愛一郎が岸信介内閣の外務大臣となり辞任、藤山勝彦が社長に就任。

藤山勝彦期
- 1971年（昭和46年）1月、台湾の明治製糖及び三菱商事との合弁で、東日本製糖株式会社（2001年から新東日本製糖）を設立し、砂糖製造を委託する（大日本製糖、明治製糖、三菱商事、明商が出資）。
- 1982年（昭和57年）7月、三菱商事と再度合弁し、西日本製糖株式会社を設立し砂糖製造を委託（現在の『バラ印』の関門製糖）。
- 1984年（昭和59年）3月、累積赤字解消のため、新会社ニットーに営業を譲渡したうえ大日本製糖と名称を変更。三菱商事100%出資会社となる。
- 1996年（平成8年）、明治製糖と合併し、商号を大日本明治製糖と改称。三菱商事の100％子会社として三菱グループに属した。

近年
- 1998年、大東製糖が東日本製糖（日糖『カップ印』の製造所）へ出資する際に、共同出資で持株会社ディーツーモンドシュガー・カンパニーを設立。これとは別に大日本明治製糖も新東日本製糖の株主である（20%）。出資者にはその後に日糖（持ち株会社ヴェルネオシュガー）が参加したが三菱系列である。。
- 2021年、大日本明治製糖が製糖業界最大手の三井製糖と経営統合し、持株会社としてDM三井製糖ホールディングスが発足した。三井製糖はこの直前に日本甜菜糖とも業務提携を行った[注釈 2]。